# William Nygaard den äldre

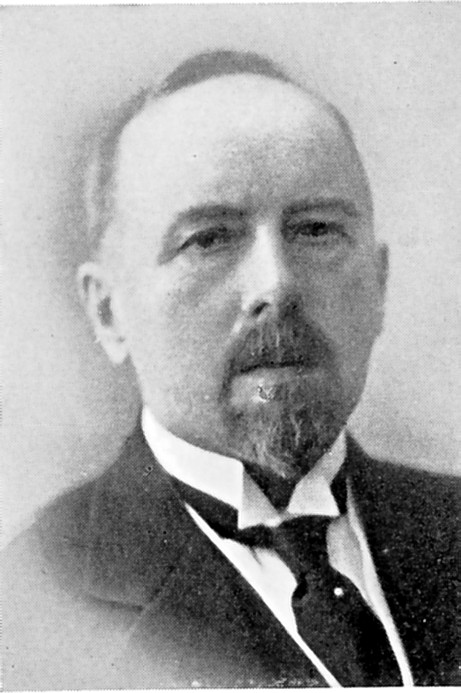
William Nygaard den äldre.

William Martin Nygaard, född 6 februari 1865 i Kristiansand, död 19 december 1952, var en norsk förläggare. Han var son till Marius Nygaard och farfar till William Nygaard den yngre.
Nygaard övertog 1888 tillsammans med Thorstein Lambrechts bokhandelsfirman H. Aschehoug & Co. (grundlagd 1872) i Kristiania, och blev 1900 ensam ägare av dess förlag. Han upparbetade affären till ett av de skandinaviska ländernas största förlag. På hans initiativ stiftades den 19 mars 1895 Den norske Forleggerforening, vars ordförande och ledare han senare var. Han gjorde 1922 med anledning av H. Aschehoug & Co:s 50-årsjubileum en rad donationer, bland annat till ett universitetslegat för främjande av norskt språk och nordisk litteratur, till Den norske Forfatterforening och till firman Aschehougs personal.